# トヨタ・ヤリスヴァーソ
ヤリス ヴァーソ（YARiS VERSO）は、日本の自動車メーカー、トヨタ自動車によって製造・販売されたトールワゴン型乗用車である。日本では、同型車がファンカーゴとして販売された。プラットフォームはXP10型ヤリス(日本名ヴィッツ)/エコー(日本名プラッツ)と同じNBCプラットフォームを採用した。日本における後継車種はトヨタ・ラクティス、欧州における後継車種はトヨタ・ヴァーソ-Sとなる。

## 概要
コンセプトカーは1997年に開催された第32回東京モーターショーにて公開された。ヤリスをベースとしたbBとは異なり、デザインは欧州人が好む様な、欧州風な物となった。ホイールベースはヤリスより130mm延長された。
インストルメントパネルにセンターゲージレイアウトを採用し、同時期に発売されたプラッツ同様、ISOFIXと互換性のあるリアシートを標準装備した。後部座席には床下収納と前方収納を採用し、荷室空間を広く取った。自転車や大型クロスバイク等は標準装備されるフックを使用する事により固定でき、当時のコンパクトカーの中ではトップクラスの荷室空間と収納スペースを備えた。これにより、キャンプや福祉車両としても使用される。日本ではタクシーとしても使用される。
1.3Lおよび1.5Lのガソリンエンジンが用意され、2001年には1.4LのD-4D型ディーゼルエンジンが追加された。日本では、1.5L（NCP25型）の四輪駆動仕様も設定された。4速ATが標準装備された。また、ステアシフトマチックはGグレードでは標準装備された。本車は、ヴィッツとプラッツと共に第20回1999年 - 2000年日本カー・オブ・ザ・イヤーを受賞した。
日本では、エクステリアカラーは発売当初16色、マイナーチェンジ後は特別仕様車含む18色で、インテリアカラーはマイナーチェンジ後がシャドーグレーとフレンチターコイズブルー、以降のマイナーチェンジ後ではブラックのみとなった。
一部の市場では、2人乗り仕様のバンも用意された。

また、イギリスでのユーザー満足度調査で1位を獲得するなど、ターゲットとしていた欧州では高評価を得た。

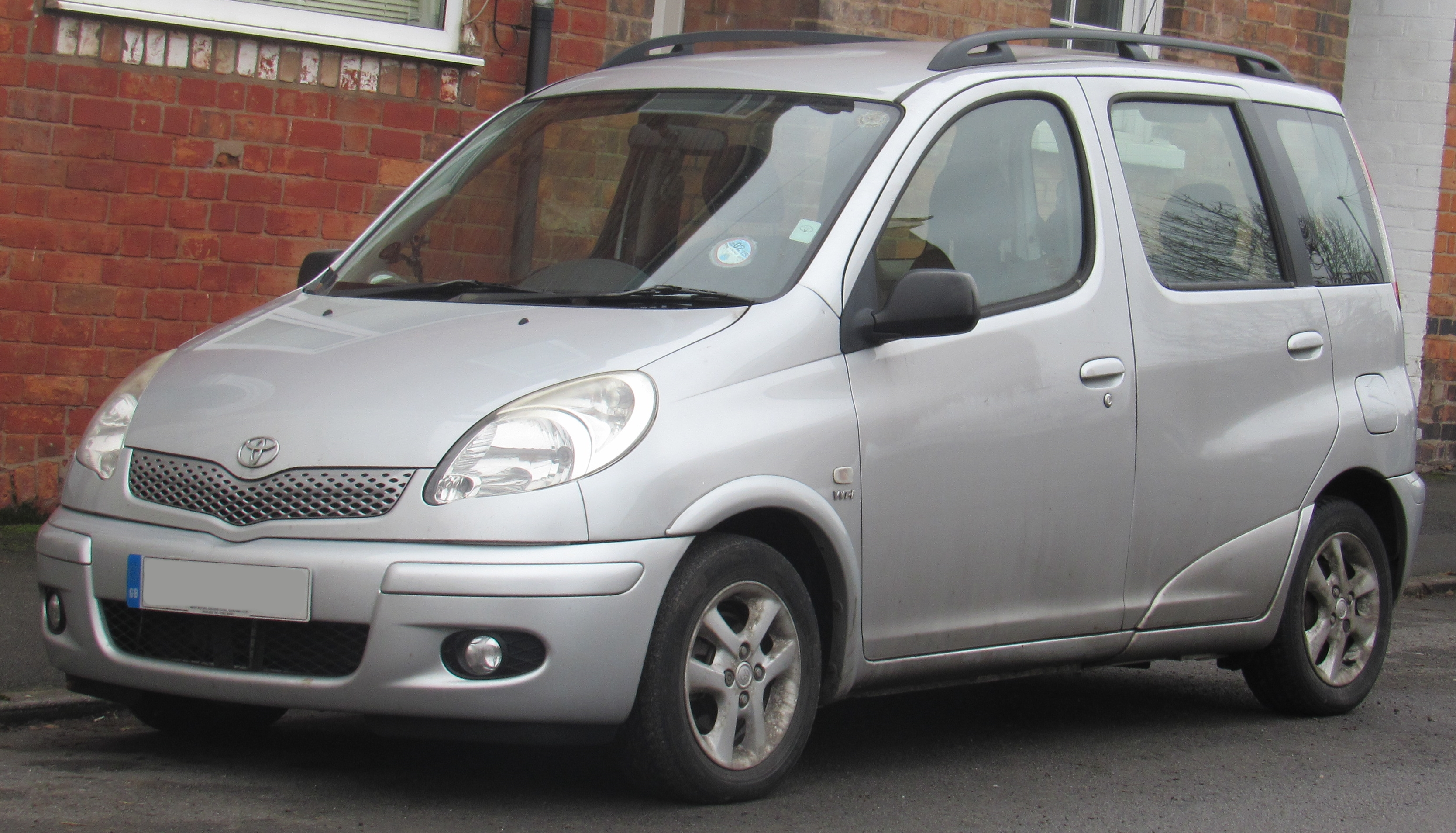
2005年式後期型Tスポーツグレード1.3 フロント
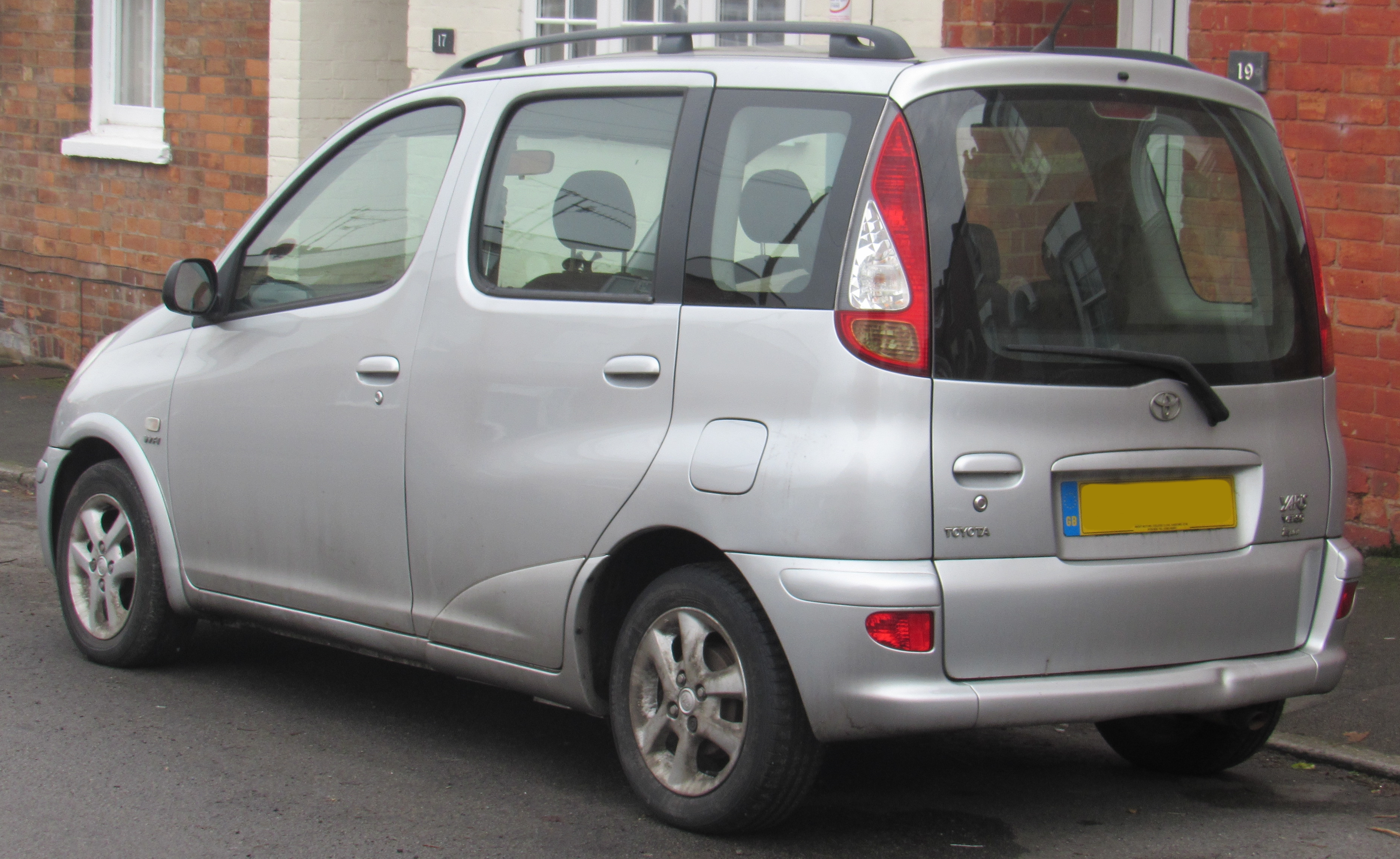
同リア

## 年表（日本仕様ファンカーゴ）
- 1997年10月 - 第32回東京モーターショーにてFuncargoコンセプトとして参考出品。
- 1999年8月30日 - ファンカーゴ発表および発売。
- 2000年
  - 1月 - 一部改良。リヤシートヘッドレストを全車標準装備化。
  - 8月 - 一部改良。ボディカラーにグリーンパールマイカを追加設定。
全車「平成12年基準排出ガス25%低減レベル」（☆・G-LEV）を達成。
  - 12月 - 一部改良。EBD付ABSを全車標準装備化。
- 2001年
  - 1月 - 一部改良。「G」と「X」に特別仕様「マジョーラ」を追加設定。マジョーラカラーは当時実用化されたばかりで、見る角度や光の当たり方によってさまざまな色に変化して見える偏光性塗料で、こちらでは「エメラルドスペクトラシャイン」という青紫系のカラーが採用されている。
  - 8月 - 一部改良。ボディカラーでスーパーホワイトIIからホワイトに変更設定。
- 2002年8月8日 - マイナーチェンジ。
フェイスリフト実施と、エンジン改良により、全車が平成12年基準排出ガス75％低減レベルとなったほか、室内ではステアリングホイールやメーターなどに手を加え、デザインを変更している。
内装ではインパネのデザイン・車内の全体的な色調の変更などを、外装ではフロントグリル・ヘッドライト・バンパー・リアコンビネーションランプなどの変更。また、「G」と「X」に「ペアベンチバージョン」および「リアリビングバージョン」を追加設定した。リアリビングバージョンは、それまで4:2:4に3分割されていた商用車的なリアシートが、一般的な6:4の快適なシートへと変更されたが、シートの床下への収納はできなくなっている。
全車「平成12年基準排出ガス75%低減レベル」（☆☆☆・U-LEV）を達成。
- 2003年6月 - 一部改良。「X」に「HIDセレクション」を追加設定。
- 2004年2月 - 一部変更。
全車「平成17年基準排出ガス50%低減レベル」（新☆☆☆・U-LEV）を達成。また、「1.3X」は「平成22年度燃費基準＋5%達成車」の、「1.3J」および「1.5G（FF車）」は「平成22年度燃費基準達成車」の認定をそれぞれ受けた。
- 2005年
  - 9月 ｰ オーダーストップに伴い生産終了。以降は在庫対応分のみの販売となる。
  - 10月 - 販売終了。